# Baldo Lupetino
Baldo Lupetino, eigentlich Baldo d’Albona (* 1502 oder 1503 in Albona (Labin); † 1556 in Venedig) war ein venezianischer Franziskaner und lutherischer Märtyrer.

## Leben

### Frühe Jahre und erste Kritik an der katholischen Kirche
Lupetino kam in Albona (Labin) als Untertan der Republik Venedig zur Welt. Mit 14 Jahren trat er in das Minoritenkloster seines Heimatortes ein, das zur dalmatischen Provinz des Ordens gehörte. Ende des 1530er Jahre kam er mit reformatorischem Schrifttum in Kontakt. Er veranlasste seinen Neffen Matthias Flacius, nicht in den Franziskanerorden einzutreten, sondern seine humanistischen Studien nördlich der Alpen fortzusetzen.
1541 fiel Lupetino wegen seiner Predigten auf, in denen er sich kritisch über den freien Willen, das Ablasswesen, das Fegefeuer und andere Punkte der katholischen Lehre äußerte, womit er als Lutheraner erkennbar wurde. 1542 wurde er auf der Insel Cherso (Cres) verhaftet, nachdem ihn ein Mitbruder, Jacopo Curzolo, wegen häretischer Inhalte seiner Fastenpredigten denunziert hatte. Am 4. November 1542 wurde er deshalb nach Venedig überstellt und inhaftiert.  

### Verhaftung und Verurteilung
1543 reiste Matthias Flacius zu einem Verwandtenbesuch nach Venedig; er brachte einen Brief mit (datiert auf den 23. Juni 1543), in dem sich Johann Friedrich von Sachsen und Philipp von Hessen beim Dogen Pietro Lando für Lupetino verwandten. Der anonyme Verfasser dieses Schreibens war Philipp Melanchthon. Die Regierung der Republik Venedig erklärte, es handle sich um eine innerkirchliche Angelegenheit, auf die die Politik keinen Einfluss nehmen solle. Baldo Lupetino wurde zu lebenslanger Haft und Zahlung einer Geldstrafe verurteilt. Jedoch unter dem Druck der Inquisition ging die Republik Venedig zunehmend schärfer gegen Dissidenten vor. 
Am 22. September 1547 wurde Lupetino wiederum der Prozess gemacht. Ihm wurden 16 Artikel vorgelegt, Äußerungen, die er in seinen Predigten gemacht hatte, und die er nach fünf Tagen Bedenkzeit widerrufen sollte. Baldo Lupetino verweigerte den Widerruf, wobei er sich auf die Heilige Schrift und ein zukünftiges freies Konzil berief. Am 27. Oktober verurteilte ihn der Nuntius Giovanni Della Casa wegen Häresie zum Tode, nämlich zur öffentlichen Enthauptung auf dem Markusplatz und anschließender Zurschaustellung des Leichnams zur Abschreckung anderer. Der Rat der Zehn setzte das Urteil jedoch nicht um, obwohl der Nuntius protestierte, und mit ihm die Fraktion des Senats, die dem Papst nahestand.

### Leben in Haft
Baldo Lupetino verblieb jahrelang im Gefängnis, von wo aus er sich weiterhin kirchenkritisch äußerte. Die Feuchtigkeit seiner Zelle schädigte zunehmend seine Gesundheit. Deutsche Kaufleute in Venedig ließen ihm heimlich Geldspenden zukommen, um seine Haftbedingungen zu erleichtern. Mehrfach wurde er von der Inquisition verhört. Im Juli 1555 setzte sich Herzog Christoph von Württemberg erfolglos beim Dogen Marcantonio Trevisan für Lupetino ein. Er bot an, dass Lupetino den Rest seines Lebens in Württemberg verbringen könne. Am 17. September 1556 wurde Baldo Lupetino schließlich zum Tode durch Ertränken in der Lagune verurteilt, ein Urteil, das in einer Novembernacht vollstreckt wurde.